# 吳彥
吴彦（1491年—？年），字士美，浙江绍兴府山陰縣人，明朝政治人物。

## 生平
治《詩經》，行一，由國子生中式己卯科（1519年）浙江鄉試第二十九名舉人，年三十三歲中式嘉靖二年（1523年）癸未科會試第七十二名，第三甲第五名進士。初授行人司行人，五年六月选授南京江西道試御史，六年十月疏救颜颐寿等人，上怒，命吏部谪彦外任。累升延平府同知，九年四月升广东按察司佥事，十三年十月以患病擅回为巡按御史弹劾，被革职。

## 家族
曾祖吴璇。祖父吴源，封南京刑部主事、加四品服色。父吴便，云南按察司副使。母茹氏，贈安人；继母杜氏，封安人。重庆下。弟音、意、奇、靖、翊、産、毅、新、佇、韶、頀。